# Леклерк, Жан-Теофиль
Жан-Теофи́ль Лекле́рк (фр. Jean-Théophile Leclerc; 22 декабря 1771, Lézigneux — 1820, Франция) — деятель Великой французской революции, один из вождей «бешеных», журналист. Именовался также Леклерк из Озы (фр. Leclerc d'Oze).

## Биография
Родился в семье инженера. Входил в Клуб кордельеров. Участвовал в революционном движении на Мартинике (1790—1791), откуда был выслан, вернулся во Францию. Был исключён из Якобинского клуба за чрезмерно радикальные воззрения.
В начале 1793 года принимал участие в революционных выступлениях в Лионе. Был участником восстания в Париже 31 мая — 2 июня 1793 года, после которого установилась якобинская диктатура.
После убийства Марата стал его политическим преемником. С 20 июля 1793 года на страницах своей газеты «Друг народа» требовал улучшения положения городской бедноты и усиления борьбы с контрреволюцией, призывая к применению массового революционного террора. В августе 1793 года им был выдвинут проект национализации торговли предметами первой необходимости. Настаивал на выводе из Конвента представителей «Болота» и дантонистов, в сентябре 1793 поддержал требование о переизбрании членов Конвента.
2 апреля 1794 года женился на Полине Леон (которая вместе с прежней возлюбленной Леклерка — Клер Лакомб — основала «Общество революционных республиканок»), был арестован в том же году (вместе с женой и К. Лакомб). До августа 1794 года находился в тюрьме. После освобождения занимал сдержанную позицию.